# Felicjan Tyszkiewicz (1719–1792)
Felicjan Tyszkiewicz (ur. 1719, zm. 1792) – polski hrabia, pan na Pleszczenicach, starosta strzałkowski, generał major armii Wielkiego Księstwa Litewskiego, patent generała otrzymał w 1759 roku.
Ojciec Felicjana, Michał Jan Tyszkiewicz (zm. 1762), protoplasta tzw. II linii litewskiej (łohojskiej) rodu Tyszkiewiczów pełnił urząd chorążego roty usarskiej buławy polskiej i litewskiej oraz urząd starosty strzałkowskiego. Matka Regina Larska. Bracia: Mikołaj (1719–1796), kanonik wileński, Antoni Kazimierz generał lejtnant wojsk litewskich i Józef Ignacy pułkownik wojsk litewskich.
Poślubił nieznaną z imienia Mosiecką. Z małżeństwa urodziło się dwóch synów: Dominik (1756–1813), marszałek szlachty powiatu borysławskiego i Pius oraz córka Anna.
Poseł na sejm nadzwyczajny 1750 roku z województwa kijowskiego.